# Sixten Totzek
Sixten Totzek (ur. 1 maja 2000 w Baden-Baden) – niemiecki curler, skip reprezentacji Niemiec.

## Udział w zawodach międzynarodowych

### Kariera juniorska
| Rok  | Impreza                       | Gospodarz   | Skip drużyny     | Pozycja | Miejsce    |
| ---- | ----------------------------- | ----------- | ---------------- | ------- | ---------- |
| 2016 | Mistrzostwa Świata Juniorów B | Lohja       | Marc Muskatewitz | trzeci  | 4. miejsce |
| 2017 | Mistrzostwa Świata Juniorów B | Östersund   | Marc Muskatewitz | trzeci  | 4. miejsce |
| 2018 | Mistrzostwa Świata Juniorów B | Lohja       | Klaudius Harsch  | czwarty | 3. miejsce |
| 2018 | Mistrzostwa Świata Juniorów   | Aberdeen    | Klaudius Harsch  | czwarty | 5. miejsce |
| 2019 | Mistrzostwa Świata Juniorów B | Lohja       | Sixten Totzek    | skip    | 3. miejsce |
| 2019 | Mistrzostwa Świata Juniorów   | Liverpool   | Klaudius Harsch  | czwarty | 7. miejsce |
| 2020 | Mistrzostwa Świata Juniorów   | Krasnojarsk | Sixten Totzek    | skip    | 4. miejsce |

### Kariera seniorska
| Rok  | Impreza                     | Gospodarz   | Skip drużyny     | Pozycja | Miejsce     |
| ---- | --------------------------- | ----------- | ---------------- | ------- | ----------- |
| 2018 | Mistrzostwa Europy          | Tallinn     | Marc Muskatewitz | trzeci  | 4. miejsce  |
| 2019 | Mistrzostwa Europy          | Helsingborg | Marc Muskatewitz | trzeci  | 7. miejsce  |
| 2021 | Mistrzostwa Świata Mężczyzn | Calgary     | Sixten Totzek    | skip    | 10. miejsce |
| 2021 | Mistrzostwa Europy          | Lillehammer | Sixten Totzek    | skip    | 8. miejsce  |
| 2022 | Mistrzostwa Świata Mężczyzn | Las Vegas   | Sixten Totzek    | skip    | 7. miejsce  |
| 2022 | Mistrzostwa Świata Mikstów  | Aberdeen    | Sixten Totzek    | skip    | 5. miejsce  |
| 2022 | Mistrzostwa Europy          | Östersund   | Sixten Totzek    | skip    | 8. miejsce  |
| 2023 | Mistrzostwa Świata Mężczyzn | Ottawa      | Sixten Totzek    | skip    | 9. miejsce  |